# بوهة هندية
البوهة الهندية أو البوهة البنغالية أو بوهة الصخور (الاسم العلمي: Bubo bengalensis) طائر جارح ليلي من فصيلة البوم الحقيقي في رتبة البومات القرناء.

## المظهر
يعيش الأزواج معا للحياة. البوهة الهندية بيضاء اللون ذات نقاط بنية ورمادية، وعينيها حمروان، ولديها بقعة بيضاء صغيرة بخطوط سوداء تحت الرقبة.

## المسكن
تقطن هذه البوهة في الغابات والتلال الحجرية الموجودة في جنوب آسيا.

## الغذاء
تغتذي البوهة الهندية أساسًا على فئران، قوارض صغيرة، ثدييات وبعض الأحيان عصافير.

## الصور

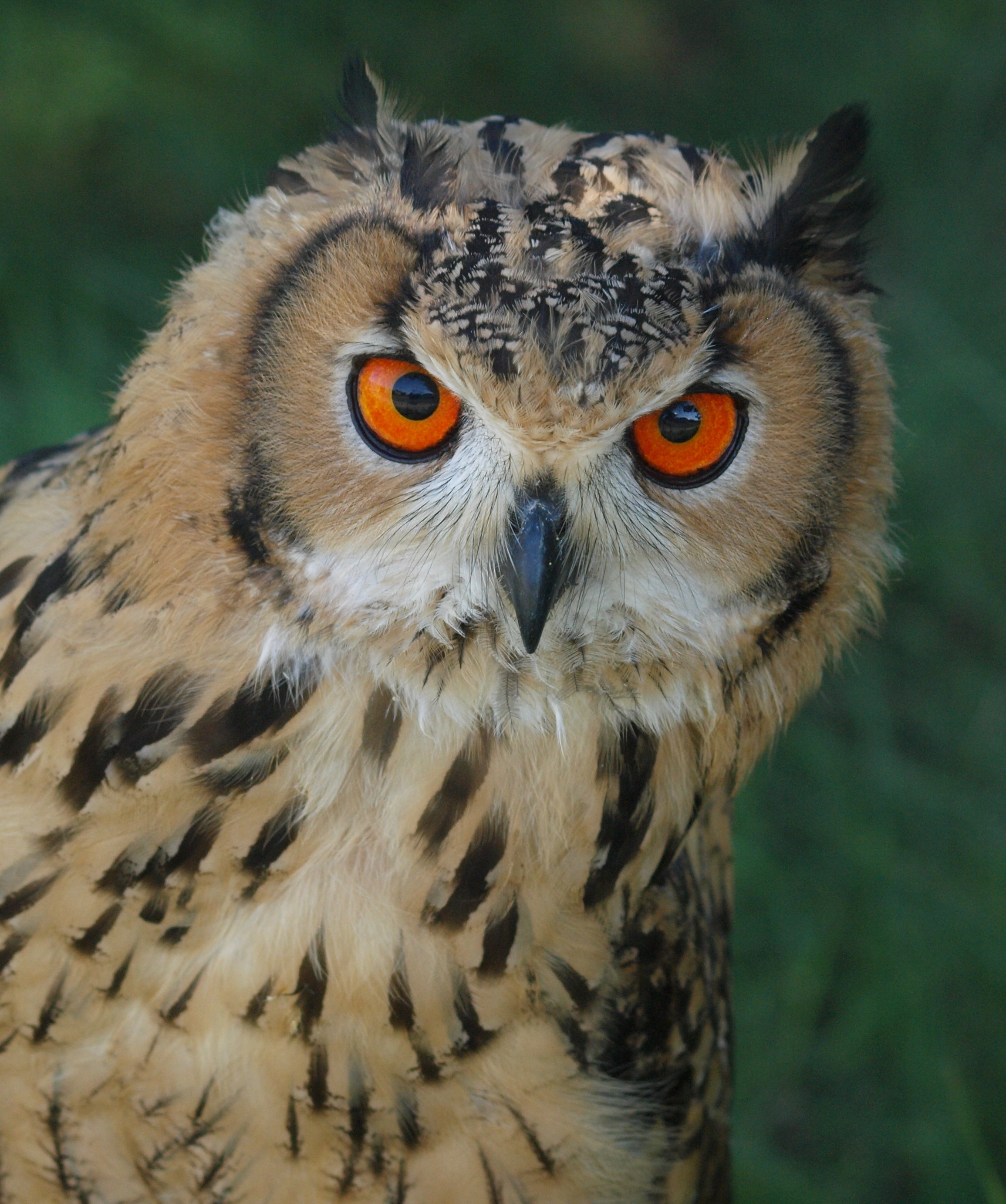
رأس البوهة الهندية
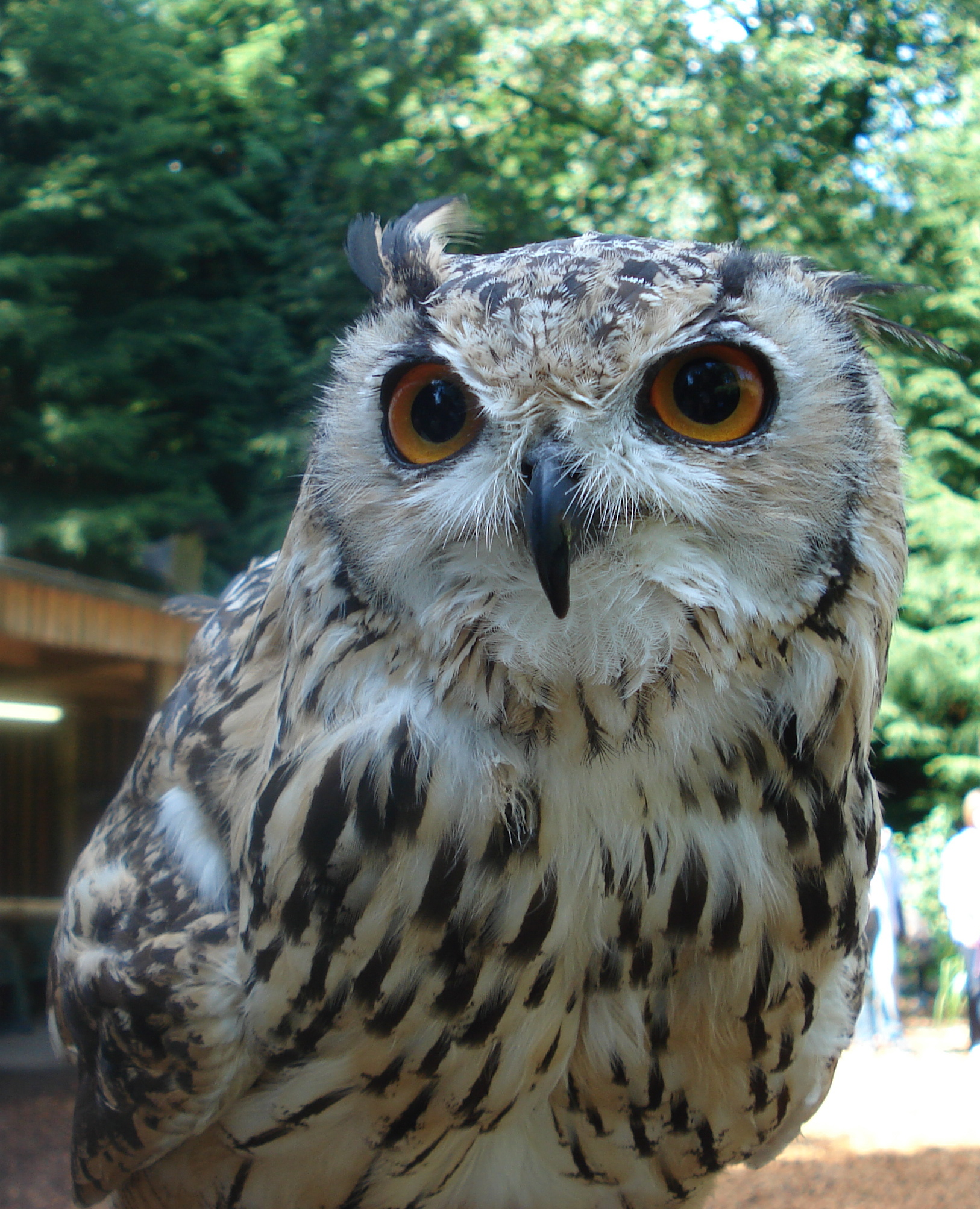
رأس البوهة الهندية
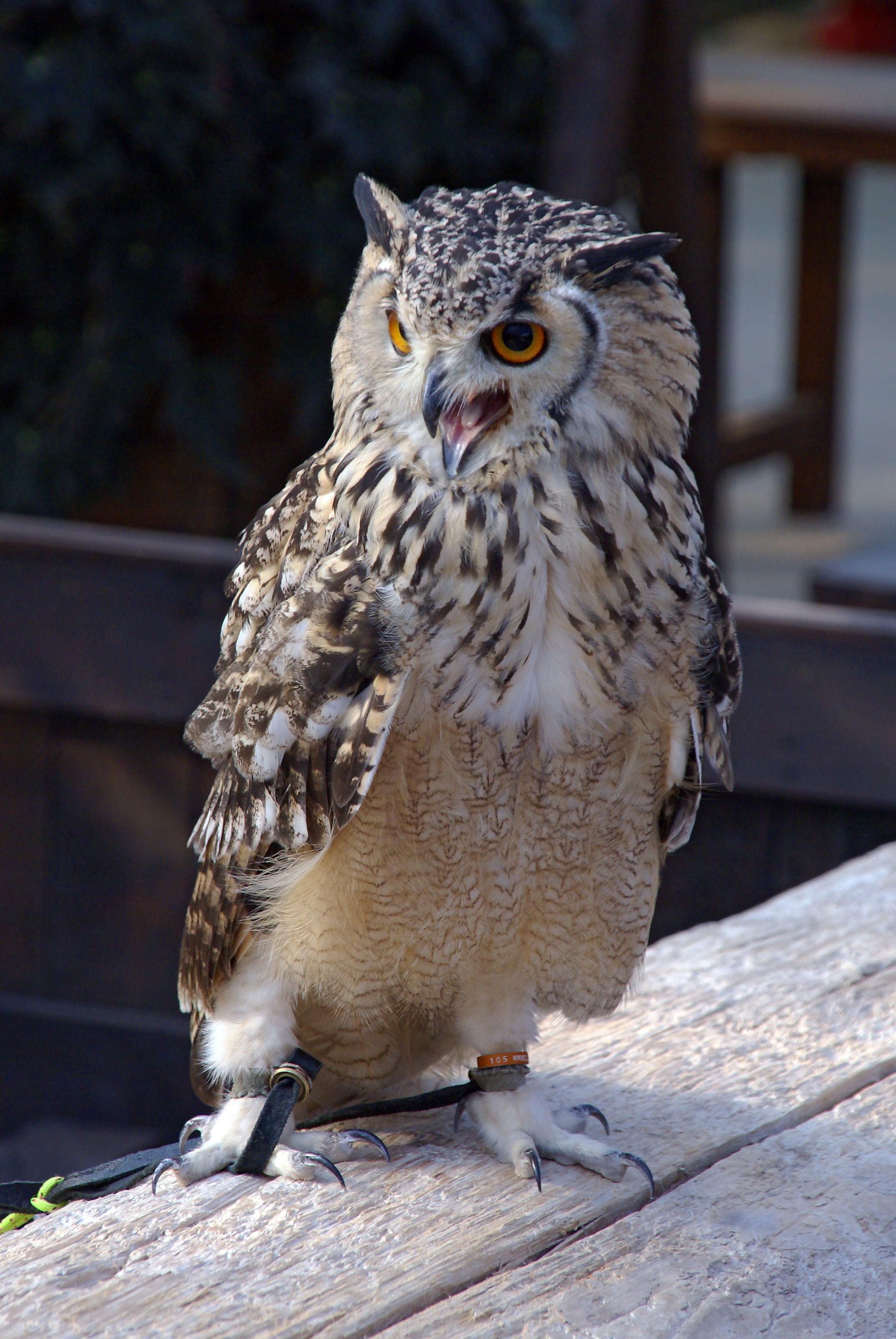
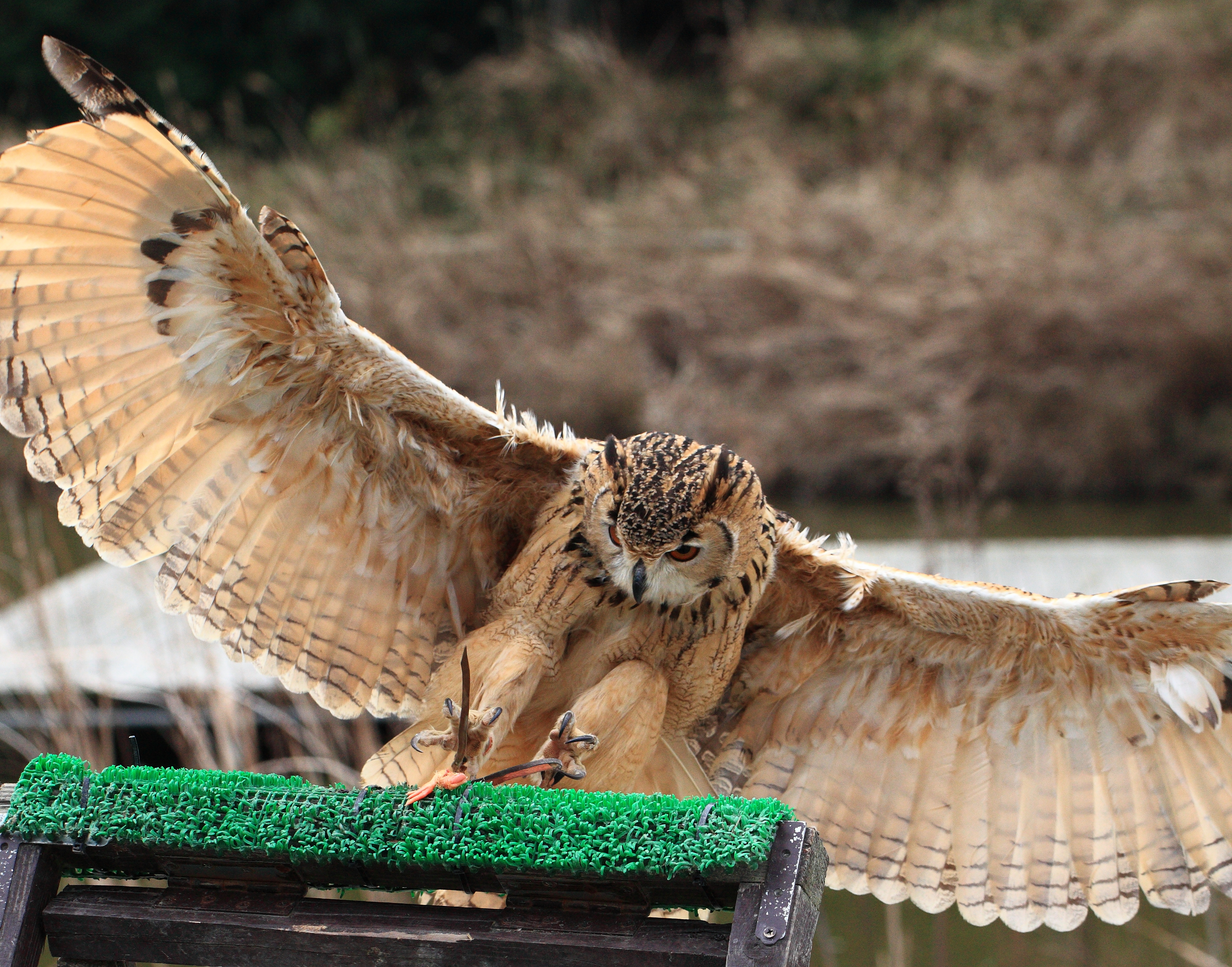
البوهة الهندية أثناء الطيران